# Unterseeboot 417
L'U-417 est un Unterseeboot type VII utilisé par la Kriegsmarine pendant la Seconde Guerre mondiale.
L'U-417 n'a ni coulé ni endommagé de navire au cours de l'unique patrouille qu'il effectua.
Il fut coulé par un avion britannique au sud-est de l'Islande en juin 1943.

## Conception
Unterseeboot type VII, l'U-417 avait un déplacement de 769 tonnes en surface et 871 tonnes en plongée. Il avait une longueur totale de 67,10 m, un maitre-bau de 6,20 m, une hauteur de 9,60 m, et un tirant d'eau de 4,74 m. Le sous-marin était propulsé par deux hélices de 1,23 m, deux moteursDiesel F46 de six cylindres produisant un total de 2 060 à 2 350 kW en surface et de deux moteurs électriques Siemens-Schuckert GU 343/38-8 produisant un total 550 kW, en plongée. Le sous-marin avait une vitesse en surface de 17,7 nœuds (32,8 km/h) et une vitesse de 7,6 nœuds (14,1 km/h) en plongée. Immergé, il avait un rayon d'action de 80 milles marins (150 km) à 4 nœuds (7,4 km/h; 4,6 milles par heure), en surface, son rayon d'action était de 8 500 milles nautiques (soit 15 700 km) à 10 nœuds (19 km/h).
L'U-417 était équipé de cinq tubes lance-torpilles de 53,3 cm (quatre montés à l'avant et un à l'arrière) et embarquait quatorze torpilles. Il était équipé d'un canon de pont de 8,8 cm SK C/35 (220 coups) et d'un canon anti-aérien de 20 mm Flak. Son équipage comprenait 46 sous-mariniers.

## Historique
Le sous-marin est commandé le 20 janvier 1941 à Dantzig (Danziger Werft), sa quille posée le 16 septembre 1941, il est lancé le 6 juin 1942 et mis en service le 26 septembre 1942, sous le commandement de l'l'Oberleutnant zur Voir Wolfgang Schreiner.
L'U-417 est coulé le 11 juin 1943 au sud-est de l'Islande à la position 63° 20′ N, 10° 30′ O par des charges de profondeur lancées par un avion britannique B-17 Flying Fortress du 206e escadron de la RAF.
Les 46 membres d'équipage meurent dans cette attaque.

### Équipage du B-17
Le B-17 est touché par le tir du canon anti-aérien de l'U-Boot ; il amerri. Les huit aviateurs de son équipage partagent un canot. Le 14 juin, un PBY Catalina Américain tente un amerrissage pour les secourir et s'abîme en mer. Les neuf aviateurs de son équipage se retrouvent à la dérive, comme ceux du B-17.
L'équipage du B-17 est secouru par un avion britannique du 190e escadron le 14 juin. Le canot des Américains du PBY Catalina est retrouvé après cinq jours, avec un survivant sur les neuf aviateurs.

## Affectations
- 8. Unterseebootsflottille du 26 septembre 1942 au 31 mai 1943 (Flottille d'entraînement).
- 6. Unterseebootsflottille du 1er juin 1943 au 11 juin 1943 (Flottille de combat).

## Commandement
- Oberleutnant zur See Wolfgang Schreiner du 26 septembre 1942 au 11 juin 1943